# Rudolf Freiherr von Brandenstein
Rudolf Wilhelm Georg Otto Alexander Freiherr von Brandenstein (* 10. Oktober 1871 in Hohenstein bei Friedland; † 12. Januar 1957 in Krumbach, Schwaben) war ein deutscher Verbandsfunktionär.

## Werdegang
Über Brandensteins Bildungsweg ist nichts Genaueres bekannt, offenbar legte er das Abitur ab und studierte anschließend. 1896 hielt er sich mit seiner Frau in der deutschen Kolonie Deutsch-Ostafrika auf und war dort zunächst Assistent auf der Derema Plantage. Ab 1898 trat er zum Sägewerk der Rufiyi Industriegesellschaft und schließlich zum Sägewerk William Kusenberg in Simba-Uranga über. Er war dann Direktor der DOA Gummi Handelsgesellschaft. Von Juli 1900 bis Januar 1901 war er in Deutschland und war nach dem Konkurs der Handelsgesellschaft im Juni 1901 als Bau- und Transportunternehmer tätig. Im Februar 1902 erwarb er noch einige Grundstücke in Daressalam, trat aber im Mai 1902 mit seiner Frau endgültig die Heimreise nach Deutschland an. Hier übernahm er im September 1906 die Funktion des Generaldirektors der Deutschen Waffen- und Munitionsfabriken. Weiterhin war er Ehrenritter des Johanniter-Ordens. Er war Generalbevollmächtigter, Kammerherr und Geheimer Kabinettsrat des Herzogs Bernhard III. von Sachsen-Meiningen. Seit 1934 war zudem Königlicher Bulgarischer Generalkonsul in Berlin und Präsident der Deutsch-Bulgarischen Handelskammer. Zudem war er Generalsekretär und Vizepräsident des Automobilclubs von Deutschland. Ferner war er Doctor agronomia e. h. (Dr. h. c.) und Mitglied des Deutschen Herrenklubs.

## Familie
Joachim von Brandenstein entstammte der alten thüringischen Familie von Brandenstein. Seine Eltern waren Werner Hans Georg Joachim Freiherr von Brandenstein (* 6. März 1826 in Galenbeck; † 22. Januar 1906 in Niendorf) und dessen Ehefrau Minka Auguste Caroline Henriette, geb. von Arnim-Neuensund (* 26. September 1840; † 25. Juni 1919). Geboren wurde er auf dem väterlichen Gut Hohenstein bei Friedland. Er hatte sechs Geschwister, darunter Joachim Werner Matthias Adalbert Berthold und Otto Hans Karl August. Die Schwester Lilla (* 1869; † 1953) lebte mit ihrem Mann Min.- Rat a. D. David Traugott Graf von Bassewitz-Barkvieren (* 1868; † 1940) zuletzt in der Schweiz, zuvor gehörten ihm Güter in Barkvieren und Gnewitz in Mecklenburg.
Freiherr Rudolf von Brandenstein heiratete in Berlin am 30. April 1896 seine Verlobte Magdalene Anna von Raven (* 1872; † 1931), Tochter der Anna Hube und des Premierleutnants Otto von Raven. Aus der Ehe sind zwei Kinder entsprossen: Sohn Dr. jur. Hans Gert (* 16. Juni 1902; † 25. November 1936), verstorben bei einem Flugzeugunfall in Lauf/Mittelfranken, und Tochter Vera (* 23. Juli 1904). Sie war zweimal liiert, heiratete 1926 den Baron Hans-Friedrich Digeon von Monteton (* 1900; † 1944), Gutsbesitzer in Priort bei Potsdam; dann, nach der vorherigen Scheidung, 1938 den Dressurreiter Richard Lacey Wätjen. Mit ihm zog Vera in die USA. Der Enkel Victor Freiherr von Brandenstein (* 4. März 1927) wurde Rechtsanwalt.